# Ecballium elaterium
Ecballium elaterium é uma espécie de planta com flor pertencente à família Cucurbitaceae.  A autoridade científica da espécie é (L.) A.Rich., tendo sido publicada em Dictionnaire classique d'histoire naturelle 6: 19. 1824.
É também conhecida tradicionalmente pelo nome de pepino-do-diabo, pepino-de-são-gregório ou pepino-explosivo.

## Portugal
Trata-se de uma espécie presente em todo o território português, e também no  Arquipélago dos Açores e da  Madeira.
Em termos de naturalidade foi introduzida nas regiões  atrás indicadas.

## Protecção
Não se encontra protegida por legislação portuguesa ou da Comunidade Europeia.